# Sandra Toft
Sandra Toft (* 18. Oktober 1989 in Gribskov) ist eine dänische Handball-Torhüterin, die 2021 zur Welthandballerin des Jahres gekürt wurde.

## Vereinskarriere
Toft begann das Handballspielen bei Team Helsinge und schloss sich mit 14 Jahren dem Verein Virum Sorgenfri 2002 an. Im Sommer 2007 wechselte die Torhüterin zu Team Tvis Holstebro, mit deren Damenmannschaft sie in der zweithöchsten dänischen Liga spielte. 2009 stieg sie mit Holstebro in die höchste Spielklasse auf. In der Saison 2010/11 stand sie im Finale des EHF-Pokals, unterlag dort jedoch dem Ligarivalen FC Midtjylland Håndbold. Im Januar 2012 verletzte sich Toft beim Training am Knie so schwer, dass sie den Rest der regulären Saison ausfiel. In der Saison 2012/13 erreichte sie erneut das Finale des EHF-Pokals, das Holstebro dieses Mal gewinnen konnte. Im Juni 2013 wurde Toft am Knie operiert, wodurch sie drei Monate pausieren musste. Im Sommer 2014 schloss sie sich dem norwegischen Verein Larvik HK an. Ab der Saison 2017/18 stand sie beim dänischen Verein Team Esbjerg unter Vertrag. Toft wechselte im Sommer 2019 zum französischen Erstligisten Brest Bretagne Handball. Mit Brest gewann sie 2021 sowohl die französische Meisterschaft, als auch den französischen Pokal. Seit der Saison 2022/23 steht sie beim ungarischen Verein Győri ETO KC unter Vertrag. Mit Győri ETO KC gewann sie 2023 und 2025 die ungarische Meisterschaft sowie 2024 und 2025 die EHF Champions League. Seit dem Juni 2025 pausiert sie schwangerschaftsbedingt.

## Auswahlmannschaften
Toft gab 2008 ihr Debüt in der dänischen Nationalmannschaft, für die sie bislang 190 Länderspiele bestritt. Erstmals nahm sie mit Dänemark an der Weltmeisterschaft 2011 teil. Mit Dänemark belegte sie den vierten Platz. Ihre nächste Turnierteilnahme war die Europameisterschaft 2012. Die Weltmeisterschaft 2013 verpasste sie krankheitsbedingt. Bei der Europameisterschaft 2014 erreichte sie mit Dänemark den siebten Platz. Im Jahr darauf wurde sie Sechster bei der Weltmeisterschaft 2015.
Bei der Europameisterschaft 2016 belegte Toft mit Dänemark den vierten Platz und wurde als beste Torhüterin in das Allstar-Team gewählt. Bei der Europameisterschaft 2020 kam sie wiederum mit Dänemark nicht über den vierten Platz hinaus und wurde erneut in das All-Star-Team berufen. Im darauffolgenden Jahr gewann sie bei der Weltmeisterschaft die Bronzemedaille und wurde ein weiteres Mal in das All-Star-Team gewählt. 2022 unterlag sie mit Dänemark im Finale der Europameisterschaft gegen Norwegen. Toft parierte im gesamten Turnier ein Drittel der gegnerischen Torwürfe. Bei der Weltmeisterschaft 2023 gewann sie erneut die Bronzemedaille. Toft erzielte im Turnierverlauf einen Treffer und parierte 32 % der gegnerischen Würfe. Bei den Olympischen Spielen in Paris gewann sie die Bronzemedaille. Im selben Jahr gewann sie eine weitere Silbermedaille bei der Europameisterschaft.

## Erfolge
- Welthandballerin des Jahres 2021
- In den Jahren 2019 und 2020 wurde sie zu Dänemarks Handballerin der Jahres gewählt.[27]
- EHF Champions League 2024, 2025
- EHF-Pokal 2013
- norwegischer Meister 2015, 2016, 2017
- Norgesmesterskap 2014, 2015, 2016
- dänischer Meister 2019
- dänischer Pokal 2017
- französischer Meister 2021
- ungarischer Meister 2023
- U-18-Weltmeisterin 2006[28]
- U19-Europameisterin 2007[29][30]
- Bronzemedaille bei den Olympischen Spielen 2024